# Gcaleka smuti
Gcaleka smuti är en insektsart som beskrevs av Davies 1988. Gcaleka smuti ingår i släktet Gcaleka och familjen dvärgstritar. Inga underarter finns listade i Catalogue of Life.